# Із житія Остапа Вишні
«Із життя Остапа Вишні» — український документальний ігровий фільм режисера Ярослава Ланчака про страждання Остапа Вишні у засланні до Сибіру.

## Опис
У 1991 році на кіностудії ім. Олександра Довженка було знято фільм «Із житія Остапа Вишні». А за 47 років до цього, в 1944 році, Олександр Довженко вніс ім'я Остапа Вишні в список політичних ув'язнених, про амністію яких він просив Сталіна.
Фільм розповідає про історію кохання, гідну декабристів. Історію молодого українського письменника-сатирика Павла Михайловича Губенка та актриси Варвари Олексіївни Маслюченко.
У 1933 році відомий письменник-фейлетоніст Остап Вишня, подібно до багатьох людей свого часу, був заарештований за безпідставним звинуваченням і засуджений на 10 років таборів. Дружина Остапа, Варвара, пише дружині Максима Горького і домагається права жити поруч з чоловіком.
Перший рік життя близько табору на Кольському півострові подружжя живе від побачення до побачення, але потім Вишню переводять в інше місце, де заборонено навіть листування. Судячи з фільму — так проходять п'ять років. Варвару з донькою виселяють з Архангельська, вони переїжджають в Рязанську область.
Остап поневіряється по таборах, не раз опиняючись на межі життя і смерті, але знайомиться з чудовими людьми. Саме в цей час він пише у щоденниках: «Якби не зустрінуті прекрасні люди, чудові лікарі, — мене б і не було вже на світі».
У 1955 році Остапа Вишню реабілітували, а в 1956 році він помер у Києві від серцевого нападу.
У фільм включені унікальні кадри документальної зйомки прощання киян з улюбленим письменником.

## Знімальна група
- Режисер-постановник: Ярослав Ланчак
- Режисер-асистент: М.Пилко
- Сценаристи: Анатолій Журавський
- Оператори-постановники: Павло Небера Віктор Політов
- Композитор: Іван Карабиць
- Художники-постановники: Віталій Волинський
- Художник по костюмах: Т. Александрова
- Художник по гриму: І.Прохницька
- Звукооператор: Михайло Глушко
- Монтажер: Роза Лорман
- Редактор: Юрій Морозов
- Директор: Іветта Мироненко